# Distretto di Juanjuí
Il distretto di Juanjuí è uno dei cinque distretti  della provincia di Mariscal Cáceres, in Perù. Si trova nella regione di San Martín e si estende su una superficie di 335,19 chilometri quadrati.

Istituito il 7 febbraio 1866, ha per capitale la città di Juanjuí; al censimento 2005 contava 26.126 abitanti.